# 阿德里安·波帕
阿德里安·波帕（羅馬尼亞語：Adrian Popa；1988年7月24日—）是一位羅馬尼亞足球運動員。在場上的位置是右邊鋒。2019年時被英冠球隊雷丁外借至保甲球隊盧多格德斯，曾效力於艾塔亞文。他也代表羅馬尼亞國家足球隊參賽。